# Vatican News
Vatican News é o portal de notícias oficial multilíngue do Vaticano lançado em 17 de dezembro de 2017, que substituiu o portal anterior da Rádio Vaticano. Além de oferecer seu conteúdo em rádio e texto, o site também inclui outros conteúdos multimídia.

## História
Devido aos altos custos associados à operação da Rádio Vaticano, o Papa Francisco iniciou em 27 de junho de 2015 a reforma da mídia da Santa Sé por meio de um motu proprio, que incluía a rádio. A recém-criada Secretaria de Comunicações, que hoje é chamado Dicastério para a Comunicação, assumiu esta tarefa. O objetivo era levar em conta a mudança na mídia em relação à digital e social para que se concentrasse suas atividades no meio que vem se mostrando a mídia do futuro: a internet.
No final de 2016, havia a especulação de que a programação especial de Natal daquele ano poderia ser a última que a Rádio Vaticano produziria e transmitiria. No entanto, o desligamento da estação e a mudança para a nova plataforma vieram a ocorrer apenas em dezembro de 2017. Até mesmo os editores foram saber disso pelo jornal.
Em 17 de dezembro de 2017, data da comemoração do 81º aniversário do Papa Francisco, foi lançada a versão beta do site, que além do conteúdo anterior da Rádio Vaticano também incluiu os conteúdos multimídia e sociais do Vaticano.

## Redação
A oferta foi criada no estilo de uma revista online e dividida em quatro temas: o Papa; a Santa Sé; as igrejas locais; e a Igreja Católica universal.
O Vatican News emprega uma equipe de 650 pessoas, mais da metade delas já trabalhavam anteriormente na Rádio Vaticano.
O editor consistia inicialmente em seis seções de idiomas (italiano, inglês, francês, alemão, espanhol e português). No entanto, em sequência, mais de 30 outros idiomas foram acrescentados. Os editores criam todo o conteúdo juntos.
Além dos textos no site oficial e nas páginas das redes sociais, ainda existe uma gama de serviços de rádio. Um programa em italiano pode ser ouvido na FM em Roma sob o nome Radio Vaticana Italia e em DAB+ em toda a Itália. Também existem publicações em vídeo e transmissões ao vivo.
Ainda não foi definido até que ponto o jornal impresso L'Osservatore Romano está incluído na reforma pretendida pelo Papa.
O editor-chefe temporário era Dario Edoardo Viganò, prefeito da Secretaria de Comunicações da Santa Sé, até 21 de março de 2018. Ele iria selecionar o primeiro editor-chefe do Vatican News,  mas renunciou ao cargo antes de fazer isso. Suas funções continuaram até a chegada do argentino Lucio Adrian Ruiz.
Responsável pelo departamento de língua alemã desde 2009 o padre Bernd Hagenkord, SJ, e, após 2019, Stefan von Kempis. O programa de rádio anterior continua ser transmitido, também em outras línguas e via satélite. O programa anterior em alemão Treffpunkt Weltkirche (em português:  Encontro da Igreja Universal) é distribuído em Podcast.

### Línguas
| - Albanês - Alemão - Amárico - Árabe - Armênio - Bielorrusso - Búlgaro - Chinês simplificado - Chinês tradicional - Coreano - Croata - Eslovaco - Esloveno | - Espanhol - Francês - Francês africano - Hindi - Húngaro - Inglês - Inglês africano - Italiano - Japonês - Letão - Lituano - Macedônio - Malaiala | - Polonês - Português - Português africano - Romeno - Russo - Suaíle - Sueco - Tâmil - Tcheco - Tigrínio - Ucraniano - Vietnamita |  |

## Alcance
Os canais de mídia social do Vatican News no Facebook, Twitter, YouTube e Instagram iniciaram suas operações no início de 2018, segundo a Secretaria de Comunicação. No total, as páginas das redes sociais chegaram a cerca de quatro milhões de curtidas em 2018.